# 贡山鼩鼹
贡山鼩鼹（学名：Uropsilus investigator）也称怒江鼩鼹，一种分布于中国云南西部怒江大峡谷地区的小型哺乳动物，隶属于鼹科鼩鼹属。本种曾被视为少齿鼩鼹（Uropsilus soricipes）的一个亚种，也有学者将本种视为长吻鼩鼹（Uropsilus gracilis）同物异名。1989年中国学者认为本种与长吻鼩鼹同域分布，没有中间过渡类型，应该是独立种。